# Xanthorhoe subflava
Xanthorhoe subflava är en fjärilsart som beskrevs av Gordon J. Howes 1917. Xanthorhoe subflava ingår i släktet Xanthorhoe och familjen mätare. Inga underarter finns listade i Catalogue of Life.